# Décembre 1993

## Événements
- À Paris, plusieurs dizaines de sans-abris campent devant le ministère des affaires sociales pour réclamer des logements.
- Après sa formation  en novembre 1993, la CONAIE (Confédération des nations indigènes de l'Équateur) publie une déclaration politique[1].

- 4 décembre : décès à l'âge de 52 ans du compositeur américain Frank Zappa, survenu à Los Angeles.

- 10 décembre : discours de Nelson Mandela, prix Nobel de la paix[2].

- 14 décembre : accords difficiles entre les États-Unis et l'Union européenne dans le cadre du GATT, en particulier sur le sujet des productions culturelles.

- 20 décembre : révision de la loi Falloux permettant aux collectivités locales de financer le patrimoine immobilier des établissements privés.
- 22 décembre : l'Église Saint-Joseph travailleur d'Avignon, église moderne construite de 1967 à 1969 par l'architecte français Guillaume Gillet, dans la périphérie sud de la ville, et les façades et toitures du centre paroissial ont été inscrites à l’inventaire supplémentaire des monuments historiques.

- 24 décembre : la CEI se dote d'un état-major pour la coordination militaire.
- 28 décembre : décret sur la privatisation des terres en Russie.
- 30 décembre : reconnaissance mutuelle du Vatican et d'Israël.

## Naissances
- 4 décembre : Angelika Sita Ouédraogo, nageuse burkinabé.
- 7 décembre : Jasmine Villegas, chanteuse américaine
- 8 décembre : AnnaSophia Robb, actrice américaine
- 16 décembre : Lola Créton, actrice française
- 27 décembre : Olivia Cooke, actrice britannique
- 31 décembre : Ryan Blaney, pilote automobile américain.

## Décès
- 2 décembre : Pablo Escobar, baron de la drogue colombienne (° 1er décembre 1949).
- 4 décembre : Frank Zappa, compositeur (° 21 décembre 1940).
- 6 décembre : Don Ameche, acteur (° 31 mai 1908).
- 7 décembre : Félix Houphouët-Boigny, premier président de la république de Côte d'Ivoire (° 18 octobre 1905) .
- 8 décembre : Nicky Crane, activiste néonazi britannique (° 21 mai 1958).
- 10 décembre : Fernand Mithouard, coureur cycliste français (° 22 mai 1909).
- 14 décembre : Myrna Loy, actrice (° 2 août 1905) .
- 18 décembre : Sam Wanamaker, acteur et réalisateur (° 14 juin 1909).
- 22 décembre : 
  - Marion Burns, actrice américaine (° 9 août 1907).
  - Don DeFore, acteur américain (° 25 août 1913).
- 23 décembre : Jean Maréchal, coureur cycliste français (° 27 février 1910).
- 25 décembre : Nikolaï Timkov, peintre russe (° 12 août 1912).
- 28 décembre : William L. Shirer, journaliste américain (° 23 février 1904).
- 31 décembre : 
  - Zviad Gamsakhourdia, scientifique et premier président de la Géorgie (° 31 mars 1939).
  - Oksana Kostina, gymnaste russe.